# Modiolicola gracilis
Modiolicola gracilis är en kräftdjursart som beskrevs av C. B. Wilson 1935. Modiolicola gracilis ingår i släktet Modiolicola och familjen Lichomolgidae. Inga underarter finns listade i Catalogue of Life.